# 高橋メソッド
高橋メソッド（たかはしメソッド）とは、日本Rubyの会の高橋征義によって考案されたプレゼンテーション技法。
2001年に高橋が講演するにあたり、あいにくプレゼンテーションツールを持ち合わせていなかったことから、巨大な文字だけで構成されたHTMLによるプレゼンテーションを行ったことが始まりとされる。

## 特徴
- 図やグラフなどを用いず、文字だけで構成。
- 文字は巨大なサイズを使用する。
- スライドあたりの文字数は最小限とし、簡潔な内容とする。

## 派生
高橋メソッドに機能を加えたもんたメソッドも生まれた（もんたメソッドとはみのもんたが午後は○○おもいッきりテレビでフリップの文字の一部を隠し、それをめくりながら説明する手法）。

## リンク
- 高橋メソッド — 高橋征義による高橋メソッドの紹介
- 高橋メソッドなプレゼンツール in XUL リターンズ
- “「もんたメソッド」は○○なプレゼン手法だ (説明ムービーなど)” (2005年5月31日). 2005年6月2日時点のオリジナルよりアーカイブ。2023年11月18日閲覧。
- sent — 高橋メソッドを採用したXウィンドウシステム向けのプレゼンテーションアプリ
- Slide — 高橋メソッドを採用した Android 向けのプレゼンテーションアプリ